# عارف علي النايض
عارف النايض (مواليد 1962، بنغازي)، أستاذ فلسفة مسلم ليبي الجنسية متخصص في العقائد ومقارنة الأديان، ومن المساهمين في الحوارات واللقاءات التي تعقد مع ممثلي الديانات الأخرى ، وهو أستاذ أكاديمي عمل في عدد من الجامعات والمراكز الدولية. إلى جانب نشاطاته العلمية فإن النايض يترأس شركة لتكنولوجيا المعلومات، وبعد اندلاع ثورة 17 فبراير انضم النايض إلى الثوّار، فعمل كمنسّق لمجموعة الاستقرار الليبية، كما تم تعيينه من قبل المجلس الوطني الانتقالي سفيرًا لليبيا في دولة الإمارات.

## نشأته
درس بمدرسة (أحمد قنابة) الابتدائية ثم (علي حيدر الساعاتي) الإعدادية و(علي عبد الله وريث) الثانوية في طرابلس، وأكمل دراسته الثانوية والجامعية في الولايات المتحدة وكندا وإيطاليا، درس الهندسة ثم توجه إلى الفلسفة والعقائد والأديان فتحصل على درجة الدكتوراه من كندا في الهرمنيوطيقا.[بحاجة لمصدر]
ولد عارف النايض في بنغازي سنة 1962م، وتربى في العاصمة طرابلس. وكان والده (علي أحمد النايض) من مؤسسي جمعية عمر المختار، ورئيس فرعها في مدينة إجدابيا شرق ليبيا، وقد سجن مع الشاعر أحمد رفيق المهدوي وأعضاء الجمعية لعدة أشهر في بنغازي، وكان رئيسا للنادي الأهلي بنغازي في مطلع السبيعنيات، ومن مؤسسي غرفة التجارة والصناعة الليبية، وهو من أكبر مقاولي الأعمال المدنية في ليبيا، وكان مسؤولا عن بناء مجموعة من المشاريع الهامة للبنية التحتية للدولة الليبية في الستينات والسبعينات، وحتى تأميم كافة شركاته وممتلكاته عام 1978، خلال (الزحف).[بحاجة لمصدر]

## سيرته العلمية
حصل على الثانوية العامة في أيوا سيتي بأمريكا، ثم درجة بكالوريوس في الهندسة (الصناعية ثم البيولوجية) من جامعة جويلف في كندا، وفي جامعة جويلف زاد اهتمامه بالفلسفة والعلوم، وبقي هناك لإكمال درجة الماجستير في فلسفة العلوم الطبيعية، ثم درجة الدكتوراه في الفلسفة، متخصصا في علم التأويل (الهرمنيوطيقا).
وقام بالدراسات العليا الموازية في الفلسفة الإسلامية وعلم التوحيد في جامعة تورونتو، ثم جامعة جريجوريانا في روما، والتي درس فيها فلسفة الأديان وعلم اللاهوت المسيحي.[بحاجة لمصدر]

### مراكز علمية شغلها
- المستشار الرئيسي لبرنامج حوار الأديان في جامعة كمبردج في كلية اللاهوت، المملكة المتحدة.[9]
- مدير المركز الملكي للبحوث والدراسات الإسلامية بالعاصمة الأردنية عمّان.[10]
- أستاذ سابق في المعهد العالمي للفكر والحضارة الإسلامية، ماليزيا.[11]
- أستاذ سابق لدى المعهد البابوي للدراسات العربية والإسلامية في روما.[12]
- من العلماء المشاركين في (مبادرة كلمة سواء) الموجهة من علماء مسلمين إلى الكنائس المسيحية.[13][14]
- عضو اللجنة الأكاديمية الاستشارية بمؤسسة طابة في العاصمة الإماراتية أبوظبي.[15]
- شارك في كثير من المؤتمرات الدولية المتعلقة بالحوار الإسلامي المسيحي.[16]

## وصلات خارجية
- موقع دعاة الإسلام
- الموقع الرسمي لكلمة سواء
- موقع مؤسسة كلام للبحوث والإعلام